# Mesoleptus intermixtus
Mesoleptus intermixtus là một loài tò vò trong họ Ichneumonidae.